# 李健熙
李 健煕（イ・ゴンヒ、韓国語：이건희、1942年1月9日 - 2020年10月25日）は、大韓民国の実業家。サムスン電子の先代会長として、サムスンを世界で価総額トップ10位以内まで成長させた。
サムスングループを創業した李秉喆の三男。大韓民国慶尚南道宜寧郡出身。血液型はAB型。本貫は慶州李氏。

## 経歴
日本生活
サムスングループの創業者である父・故 李秉喆は、日本統治時代の1929年から31年まで日本内地留学し、早稲田大学政治経済学部で学んだ。そのため、父親の李秉喆が健煕に「先進国を見て学べ」と指示したことで、1953年の小5の時から3年間、東京の学校に通い始めた。その後、韓国に帰国した健煕は、韓国で中学と高校を卒業し、延世大学校に入学したが、「ソウル大学校に入学できなかったら日本の大学に入学しろ」という父親の意向により、早稲田大学商学部に留学した。 勉学に興味はなく、落第ギリギリの成績だったが、1965年に卒業するなど企業経営は日本で学び育った。本人の言葉によれば日本留学当時とても寂しくて映画や読書などを狂的に執着したという。
経営権獲得以降
1966年、次兄の李昌熙が韓国肥料株式会社のサッカリン密輸事件に関与したことで、父親の李秉喆はグループ会長の職を辞任に追い込まれた。一時は長兄の李猛熙がグループ会長を務めたが、経営に復帰した李秉喆は、李猛熙が当時の朴正煕大統領に自分を密告したと看做し、李健煕を後継者に指名した。
1987年、李秉喆の死去に伴い、サムスン電子及びグループの2代目会長に就任した。
1993年、ドイツのフランクフルトにおいて「妻と子以外はすべて変えよう」をスローガンに新経営方針を提唱した。
1997年、全斗煥・盧泰愚両元大統領への贈賄事件で検察に召喚されるも執行猶予で赦免された。事実以後政権でも彼と関係した政治資金問題はしばしばまな板に上がって彼を批判する際によく浮かぶ影になった。ただし、先代から続く不可筋不可院原則に従い、政治分野に直接介入していない。
2004年、フランス政府よりレジオンドヌール勲章コマンドゥールを授与される。
2006年3月時点で、『フォーブス誌』によると、李健煕一家の財産は約66億ドルで、世界で82位。韓国人で唯一100位以内に入る。
2007年、「中国は追い上げ、日本は先に行く状態で、韓国はサンドイッチだ」と有名な日中サンドイッチ論を唱えて話題となった。しかし、李健熙は「第2のサムスンをつくる」としてサムスン製品の過半数を中国で生産して産業育成に協力した当人である。
2008年1月、自宅とサムスン本社が借名口座による政界や法曹界への不正資金提供疑惑で韓国当局から強制捜査を受ける。同年4月22日、借名口座による1000億ウォン台の脱税疑惑に関するサムスングループに対する韓国特別検察官の捜査が終結したのを機に経営刷新案を発表、自らも辞任した。これによりサムスングループの3代目の会長にはイ・スビンが選ばれた。この件で贈与税を回避する形でサムスングループの株式を無償受領したという疑いを受けた長男の李在鎔も最高顧客責任者（CCO、Chief Customer Officer）の役職から退いた。同年7月16日のソウル地裁の判決で、李健熙は譲渡所得税456億円の脱税容疑で懲役3年執行猶予5年、罰金1100億ウォンを宣告された（11年ぶり2度目）。
2009年、ソウル高等裁判所の判決により脱税、株式市場での違法行為、背任行為に対して有罪判決を宣告される（1年ぶり3度目）。
2009年12月29日、李明博大統領は平昌オリンピック招致のために健煕を恩赦することを発表した。2010年3月24日、サムスン電子会長として経営復帰した。李がトップを離れた時期に、サムスンがシャープを相手にシャープから手に入れた技術の特許訴訟を起こしていたが、復帰した後、シャープの佐々木と話をして和解した。 2014年5月10日の夜、急性心筋梗塞で意識不明となり病院に搬送され、その後心肺蘇生と緊急手術が行われた。以降、李健煕の意識は回復することなく、寝たきりの状態となった。
2016年7月、韓国の独立系ニュースサイト「ニュースタパ（打破）」が、李が2011年から2013年にかけて自宅で行っていた計5回の違法売春の様子を収めた隠し撮りビデオを公開した。ビデオは相手の女性が撮影したもので、売春は必ず複数の女性を交えて行われ、1回500万ウォンの報酬が与えられ、体重が基準をオーバーすると報酬が50万ウォン減額されていたことなども判明した。この動画はYouTubeでも公開されて1000万件以上の閲覧がされるなど韓国社会で大スキャンダルとなった。
2018年2月、李が招致に努めた平昌オリンピックが開催されるも、李が捜査中の身であることや崔順実ゲート事件での長男の李在鎔の逮捕の影響も受けて文在寅大統領主催のレセプションにはサムスングループの首脳は招待されなかった。
その後も、ソウルのサムスンソウル病院の特別室への入院は続いた。意識不明の状態は続いたものの接触や音には反応を示したため、病室で映画や音楽を流す刺激療法を行ったり、病院スタッフが車椅子に乗せて散歩が行われているとの報道がなされていた。2020年10月25日、サムスン電子は李健熙が死去したことを発表した。78歳没。

## その他
1965年に卒業したが、早稲田大学出身で時価総額トップの企業経営者であり、学部は異なるが早稲田大学の3号館にある政治経済学術院の研究図書室は李の名前が冠され、「李健熙記念図書室」となっている。長男で後継者の李在鎔は韓国トップのソウル大学出身だが、慶大大学院で経営学を学び、米ハーバード大学にも通った経歴の持ち主である。
李健熙の遺産は、サムスングループの株式だけでも約18兆ウォンに相当するものとなった。韓国の相続税制度で定める株式の税率は、筆頭株主の保有分を相続・贈与する場合に割増とする条項があり、最高税率適用分と合わせて60%に達することとなる。さすがに11兆ウォンの相続税支払いには無理があるとして、青瓦台（韓国大統領府）国民請願掲示板には制度の見直しを求める意見も見られた。
2021年4月、遺族は李健熙が生前収集した美術品（通称李健熙コレクション）を国家に寄贈すると発表。これを受け、文化体育観光部は、寄贈された美術品を展示する施設「李健熙寄贈館」（仮称）をソウル市松峴洞に建設する計画を発表する。2027年完成予定。

## 略歴
- 1961年 - ソウル大学校師範大学附属高等学校卒業
- 1961年 - 延世大学校中退
- 1965年 - 早稲田大学第一商学部卒業
- 1966年 - ジョージ・ワシントン大学経営大学院 MBA課程修了
- 1968年 - 東洋放送に入社
- 1978年 - 三星物産副会長
- 1979年 - 三星グループ 副会長（ - 1987年）
- 1981年 - 韓日経済協会副会長
- 1987年 - 三星グループ会長（ - 2008年）
- 1996年 - 国際オリンピック委員会委員
- 1996年 - 大韓レスリング協会会長
- 1997年 - 全斗煥・盧泰愚両元大統領への贈賄事件で有罪となったが恩赦される
- 1998年 - 三星電子代表取締役会長
- 2000年 - ソウル大学校名誉経営学博士
- 2005年 - 大韓オリンピック委員会名誉委員長
- 2005年 - 高麗大学校名誉哲学博士
- 2008年 - 不正資金疑惑に対して有罪判決が下される 三星電子代表取締役会長辞任
- 2009年 - 李明博大統領により12月31日付で特別恩赦
- 2010年 - サムスン電子会長職に復帰
- 2010年 - 早稲田大学名誉法学博士[19]

## 家族
- 父 李秉喆 - サムスングループ創業者[20]
- 義父 洪璡基 - 中央日報会長[20]、法務部長官
  - 妻 洪羅喜（朝鮮語版）[20] - 前サムスン美術館リウム館長
  - 義弟 洪錫炫[20] - 中央日報・JTBC会長
    - 長男 李在鎔[20] - サムスン電子会長
    - 長女 李富真[20] - ホテル新羅代表取締役社長、サムスンエバーランド社長、サムスン物産商事部門顧問
    - 次女 李敍顕（朝鮮語版）[20] - サムスンエバーランドファッション部門社長、金載烈の妻
    - 三女 - 2005年に死去[20]

## 著作
- 『少し考えて世界を見よう』（《생각 좀 하며 세상을 보자》、東亜日報社、1997年）